# Bozüyük
Bozüyük est une ville et un district de la province de Bilecik dans la région de Marmara en Turquie.

## Histoire
Agissant comme un pont naturel entre l'Asie et l'Europe, presque tous les coins de l'Anatolie ont une histoire vibrante et riche depuis l'Antiquité en raison de sa position géopolitique.
Il ressort des ruines antiques que la ville historique de Mina a été établie dans cette région depuis l'Antiquité, respectivement , dans les parties appelées İçköy, Yaylacık et Manişar, où les Hittites , respectivement, et les Phrygiens venus des Balkans après 1200. Les Cimmériens, venus du Caucase par l'est, mettent fin à la domination phrygienne de la région pendant environ six cents ans. Les Lydiens, venus de l'ouest, mettent fin à la domination séculaire des Cimmériens.
Aux siècles suivants, les Perses venus de l'est et les Macédoniens sous le commandement d' Alexandre le Grand, venus de l'ouest, respectivement, dominèrent la région. Lorsque l'empire d'Alexandre fut désintégré, les Bithyniens, qui faisaient partie de cet empire depuis de nombreuses années, vivaient dans la région. La région, qui passa plus tard sous la domination de l'Empire romain, rejoignit la domination romaine orientale , c'est-à-dire la domination byzantine , après 395. On sait que le nom de Bozüyük était Lamunia pendant ces années.
Entre 600 et 720, la région fut la porte d'entrée des forces arabes omeyyades venues tenter de prendre Constantinople.
En 1071, lorsque les Turcs seldjoukides, venus de l'est, furent vaincus par l'Empire byzantin à la suite de la bataille de Manzikert, Bozüyük et ses environs passèrent sous la souveraineté des Turcs seldjoukides.
Après cela, la région changea fréquemment de mains. Au cours des dernières années (XIe siècle et plus tard), la région a changé de mains entre chrétiens et musulmans de temps en temps, en particulier pendant la première croisade. L'événement historique le plus récent à cet égard est la guerre de Dorylaion entre le commandant croisé Godefdoit et le souverain seldjoukide Kılıçarslan, qui a eu lieu en 1097 près d'Eskişehir.
Avec les Seldjoukides dominant l'Anatolie, Bozüyük était un Karye (village) de la principauté frontalière de Sultanönü. Souverain seldjoukide II. Gıyaseddin Mesud a accepté la région d'Eskişehir à Yenişehir en tant que sanjak et l'a donnée à Osman Bey dans son deuxième manuscrit envoyé à Osman Bey en 1289, et Bozüyük est passé sous la domination ottomane à partir de cette date.
Avant 1525, les villages de Çayköy, Arıklar, İçköy et Atkadı étaient situés à la place de l'actuel Bozüyük.
Dans l'État ottoman, c'est le public qui nourrit à la fois les armées combattant aux frontières et les armées allant au front en cours de route. À cette fin, la route militaire à suivre par l'armée et les points où elle se reposerait pendant une courte période ont été déterminés, et la quantité de nourriture à utiliser par l'armée comme nourriture et fourrage a été déterminée dans ces endroits et les femmes ont été priés de les fournir. Lorsque la nouvelle arrive que l'armée de Soliman le Magnifique sous le commandement de Kasım Pacha, qui partira pour l' expédition de Bagdad , campera à Bozüyük, les fournitures nécessaires à l'armée sont réunies. Kasım Pacha est très satisfait de ces aides. "Si je gagne la guerre et que je reviens, je ferai construire une mosquée au milieu de ces quatre villages." dit. Le commandant, revenu vainqueur de la guerre, tint parole et construisit la mosquée et le complexe (auberge, bains publics, cafétéria,des ajouts tels que l' école primaire ) ont été construits entre 1525 et 1528. Avec la construction de la mosquée et du kulliye, les habitants de ces quatre villages se sont réunis par paires à l'endroit où se trouve l'actuel quartier Kasımpaşa, formant l'actuel Bozüyük.
Bozüyük est resté le Kariye du sanjak de Sultanönü pendant de nombreuses années. Après les guerres russo-ottomanes de 1877-1878, connues sous le nom de guerre de 93 , la plupart des Turcs qui ont fui les Balkans et ont émigré en Anatolie se sont installés à Bozüyük, la population a augmenté, puis des institutions de sous-district et municipales ont été établies.
Il y a une histoire intéressante sur la transformation de Bozüyük en paroisse. Selon la rumeur, les notables de Bozüyük se sont mis d'accord pour en faire un quartier et projettent d'enlever le directeur du district d' İnönü . Le bureau officiel et la maison où le principal résidera sont préparés à l'avance. Tard dans la nuit, ils se rendent à İnönü en calèches et kidnappent le directeur de la paroisse et l'amènent à Bozüyük. Le lendemain, les habitants d'İnönü, qui se rendent compte que le principal a été enlevé, signalent la situation aux autorités. Les autorités sont très surprises de cette situation. Parce qu'un tel événement n'a jamais été entendu ni vu auparavant. D'une part, les habitants de Bozüyük aiment beaucoup ce déménagement. En promettant aux habitants d'İnönü un nouveau directeur de paroisse, ils s'assurent que le directeur kidnappé reste à Bozüyük. Jusqu'à cet événement, c'était un village lié à la subdivision İnönü du comté de Söğüt.
Avec une telle méthode, Bozüyük, qui était le centre de la paroisse, a d'abord été relié à Söğüt. Lorsque Ertuğrul liva a été créé en 1885, il était relié à cette liva en tant que subdivision de Söğüt. Avec la création de l'organisation provinciale en 1924, il a été relié à la province de Bilecik en tant que sous-district de Söğüt. En 1926, il devint le district de Bilecik, incluant le district d'İnönü. İnönü, qui était une subdivision de Bozüyük jusqu'en 1963, a été reliée au district central d' Eskişehir cette année-là et est finalement devenue le district d'Eskişehir en 1987. En 1995, Düzdağ affilié à Söğüt, et le village de Metristepe (Doruk) affilié à Söğüt en 1997 étaient reliés à Bozüyük.
Dans les premiers jours de l'établissement du front occidental pendant la guerre d'indépendance (18 juin 1920), Bozüyük a été pendant un certain temps le quartier général du front, et avec le patriotisme et l'abnégation du peuple, il est devenu un soutien pour notre armée pour arrêter l'avancée de la première attaque ennemie, qui a commencé en juin 1920 et s'est terminée par la chute de Bursa, vers Eskişehir. Au cours des 1ère et 2ème guerres[Lesquelles ?] d'İnönü, Bozüyük a été occupée par les Grecs pendant une courte période entre le 9 janvier 1921 - le 14 mars 1921, le 26 mars - le 1er avril 1921. s'est échappé de l'occupation...Célébrités Né à Bozüyük dans le sens de l'Histoire......BilgeSu Erenus.Osman Gazi...[style à revoir]